# Goleba punctata
Goleba punctata là một loài nhện trong họ Salticidae.
Loài này thuộc chi Goleba. Goleba punctata được Peckham & Wheeler miêu tả năm 1889.